# Derrick Watson
Derrick Kahala Watson, né en 1966 à Honolulu (Hawaï), est un juge fédéral américain du district d'Hawaï, et plus précisément juge fédéral de la  United States District Court for the District of Hawaii depuis 2013. Son nom est devenu célèbre en mars 2017 lorsqu'il a bloqué le décret présidentiel de Donald Trump concernant les restrictions à l'immigration légale aux États-Unis.

## Biographie et carrière
Natif d'Honolulu (Hawaï), il a fait ses études et est diplômé du Harvard College et de la Harvard Law School. Il a commencé sa vie professionnelle dans le privé, à San Francisco. Il a été procureur fédéral pendant quelques années en Californie puis à Hawaï. Il est devenu chef du service civil du Parquet au district d'Hawaï.
Proposé comme juge fédéral en 2012 par le président Obama, il a été confirmé par le Sénat en 2013. Derrick Watson est le quatrième juge fédéral natif d'Hawaï dans l'histoire de la magistrature américaine, et le seul en activité actuellement.